# Olga Onea
Olga Onea (n. 1 februarie 1982, RSFS Rusă, URSS) este un senator român, ales în 2024 din partea SOS.
Conform presei din Galați, Olga Onea este născută în Federația Rusă.